# Maipú (Mendoza)
Maipú ist die Hauptstadt des Departamento Maipú in der Provinz Mendoza in Argentinien. Sie hat 107.000 Einwohner nach der Volkszählung von 2010 und ist Teil der Metropolregion der Provinzhauptstadt Mendoza (Gran Mendoza).

## Klima
Das Klimaklassifizierungssystem von Köppen-Geiger klassifiziert das Klima als Wüstenklima (BWk). Die jährliche Durchschnittstemperatur beträgt 15,9 Grad Celsius.

## Wirtschaft
Industrielle Aktivitäten wie Gerbereien, Kühlhäuser, Möbelfabriken und Glashütten öffnen das wirtschaftliche Spektrum der Stadt, das sich bis vor wenigen Jahren auf den Weinbau konzentriert hatte, stärker. Die Verarbeitung und Vermarktung von Oliven in wichtigen Betrieben hat es Maipú ermöglicht, den ersten Platz auf der Olivenanbaukarte der Provinz einzunehmen.

## Persönlichkeiten
- Óscar Muñoz (* 1951), Fußballspieler
- Guillermo Ruggeri (* 1992), Leichtathlet